# Rick Burleson
Richard Paul Burleson (Lynwood, California, 29 de abril de 1951), más conocido como Rick Burleson, es un exjugador profesional estadounidense de béisbol que se desempeñó en la posición de campocorto en las Grandes Ligas de Béisbol (MLB). Es poseedor de un Guante de Oro.

## Carrera
Burleson jugó como profesional siete temporadas en Boston Red Sox (1974-1980), después pasó a California Angels (1981-1984, 1986), luego a Baltimore Orioles, donde jugó una temporada (1987), y fue el equipo en el que se retiró.

## Premios
Fue galardonado con el Guante de Oro en una oportunidad (1979).